# Revolução Cubana
A Revolução Cubana foi um movimento armado e guerrilheiro que culminou com a destituição do ditador Fulgencio Batista, de Cuba, no dia 1 de janeiro de 1959, pelo Movimento 26 de Julho, liderado pelo guerrilheiro revolucionário Fidel Castro. O apoio soviético, depois do movimento armado, enfatizou seu caráter anticapitalista e também antiamericano para posteriormente alinhar o país com o chamado bloco socialista. Todavia, essas características ficaram claras apenas depois da revolução, não sendo o seu foco inicial, segundo alguns historiadores, que alegam que o rumo comunista foi tomado após a falta de apoio dos Estados Unidos à revolução de Fidel Castro. O termo "Revolução Cubana" é genericamente utilizado como sinônimo do castrismo, governo socialista que em sua origem notabilizou-se pela implantação de uma série de programas assistencialistas sociais e econômicos, notadamente alfabetização e acesso a saúde universal.
Fulgencio Batista foi eleito presidente democraticamente pela primeira vez em Cuba. Fulgencio tem o poder de voltar através de um golpe militar em 1952. Em 1953, Fidel Castro e outros 160 homens (números incertos) tentaram o Assalto ao quartel Moncada mas falharam, e Fidel Castro foi condenado a cerca de 20 anos de prisão, e seu movimento desapareceu. Em 1954, Batista foi reeleito como presidente e, posteriormente, em um ato de reconciliação, Fidel Castro foi libertado. Fidel foi viver um tempo no México. Em novembro de 1956, com um plano revolucionário, formou o "Exército Rebelde". Um de seus comandantes era um médico argentino, Ernesto "Che" Guevara. Os guerrilheiros foram gradualmente se tornando populares, com dois novos líderes, Raúl Castro e Juan Almeida. De volta a Cuba, tinha apoio suficiente da população, em seguida, começou a empurrar para a frente as reformas políticas, sociais e econômicas. Fidel era muito popular. Rapidamente tornou-se primeiro-ministro e iniciou processo revolucionário mais pessoal.
Ainda em 1959, começaram as primeiras reformas, especialmente em matéria de meios de produção e a nacionalização dos bancos. A revolução cubana também teve grande importância desde que começou graças às campanhas de alfabetização em massa e de cuidados de saúde que foram implementadas para toda a população. Após este triunfo, a política econômica de Cuba (especialmente a nacionalização de empresas estrangeiras) deixou tão alarmados os Estados Unidos que estes romperam relações diplomáticas com o país. Cuba, então, estabelece relações abertas com a União Soviética.
Em 1962, espiões estadunidenses descobriram a presença de mísseis nucleares em Cuba. Este é o princípio da crise dos mísseis. Em seguida, os Estados Unidos bloquearam a costa cubana. Após 13 dias de estarem à beira de uma guerra nuclear, o problema foi resolvido com a retirada dos mísseis, mas os Estados Unidos decidem bloquear totalmente a ilha. Um ano depois, os Estados Unidos impuseram um embargo ao comércio com Cuba, restrição utilizada pelo governo cubano como justificativa pelas dificuldades econômicas que o país vem enfrentando ao longo dos anos. O governo Obama parece ser simpático à retirada do embargo pelo Estados Unidos. Este embargo, cuja retirada depende do Congresso dos EUA, proibiu outros países que mantêm relações com os Estados Unidos de estabelecerem relações comerciais com Cuba. Fidel Castro torna-se um inimigo dos Estados Unidos e ganha a reputação de esquerdista, especialmente nos países latino-americanos. Ao longo do tempo, a economia cubana tornou-se dependente da União Soviética e outros países comunistas. A queda do Muro de Berlim representou um duro golpe para a economia cubana, porque toda a ajuda financeira recebida por outros países comunistas desapareceu. A ONU afirmou em um relatório que o embargo custou à sociedade daquele país o equivalente a sete vezes a sua riqueza.

## Precedentes
Cuba esteve marginalizada no sistema colonial espanhol até a última década do século XVIII, quando produtores franceses se transferem para a ilha devido às revoltas de escravos no Haiti. As feições escravista e latifundiária seriam definidas na sociedade cubana tardiamente, em relação ao restante do império colonial espanhol mesmo já praticando formas de trabalho compulsório entre os indígenas como a encomienda.
O haitianismo encontrou eco em Cuba, desencorajando o radicalismo político das elites locais, que não se engajariam em lutas cruéis pela independência, como ocorrera na América do Sul. Houve mesmo certo desinteresse pela ideia independentista nos antes de 1810 a 1820. Contudo, nem por isso inexistiam ressentimentos contra a Espanha.[carece de fontes?]
As insatisfações cubanas seriam encaminhadas para o favorecimento da anexação pelos Estados Unidos nos anos de 1840, quando o exemplo texano mostrava a viabilidade de integrar a União. Após a Guerra de Secessão, dada a abolição da escravidão nos Estados Unidos, os escravistas cubanos se desinteressaram pela anexação. Passaram a demandas autonomia dentro do império espanhol. A intransigência de Madri os empurrou para a ideia independentista.[carece de fontes?]
Em 1868, o latifundiário Carlos Manuel de Céspedes del Castillo proclamou o Grito de Yara, chamando o povo às armas pela independência. Seria derrotado, após dez anos de guerra. A maior consequência da Guerra dos Dez Anos foi a ruína dos canavicultores cubanos, que cediam espaço à entrada de capitais estadunidenses. Assim, nos anos de 1880, a contradição cubana se desenhava: a ilha passava à dependência dos Estados Unidos, enquanto adquiria uma poderosa tradição de patriotismo revolucionário.[carece de fontes?]
A segunda maior sublevação contra a Espanha foi liderada por José Martí, morto em 1896. A luta entrou em cruento impasse, o que alarmou os Estados Unidos, cujos interesses radicavam no investimento canavieiro e talvez na segurança do futuro Canal do Panamá. Ao final da Guerra Hispano-americana, os cubanos não participariam da negociação de paz e teriam que aceitar seus termos, inclusive uma ocupação estadunidense de 1891 a 1903.[carece de fontes?]
Essa ocupação foi polêmica, pois teve elementos positivos e negativos para a ilha:
1. eliminou a fome em cuba;
2. reformou o saneamento cubano, apoiando o Dr. Carlos Finlay;
3. estabeleceu um eficiente sistema de educação pública, que se tornaria um símbolo político da ilha até hoje;
4. estabeleceu um sistema eleitoral local e nacional, com eleições livres e sufrágio universal masculino;
5. instalou a base de Guantánamo;
6. decretou a Emenda Platt, o que minou a legitimidade do Estado pós-colonial.

Entre 1906 e 1921, Cuba passaria por novas intervenções estadunidenses e o antiamericanismo se tornaria uma constante no quadro político do país. Nos anos 1950 as vésperas da Revolução, 90% das minas, 100% das refinarias de petróleo, 90% das fazendas de gado e 40% da indústria do açúcar era de empresas norte-americanas.
Nos anos de 1920, a revolta dos estudantes em meio a grade crise econômico culminou na vitória eleitoral do liberal Gerardo Machado em 1924. Seu programa de diversificação econômica falhou.
Após anos de tensão, os estudantes chegariam ao poder: governo de Ramón Grau San Martín. Uma revolta de suboficiais, de que o sargento Fulgencio Batista participou, entrou o poder aos estudantes. Seguiram-se expropriações de engenhos, limitação da jornada de trabalho e outros atos político relevantes. A Revolução de 1933 se opunha aos Estados Unidos, aos capitalistas cubanos, ao ABC e aos comunistas cubanos. É o ano da ab-rogação da Emenda Platt.
Após quatro meses de governo de Ramón Grau San Martín, Fulgencio Batista toma o poder. Seu regime duraria de 1933 a 1944:
1. propósitos distributivos;
2. aproximação dos EUA;
3. legislação social;
4. planos de obras públicas;
5. redistribuição restrita de terras;
6. assembleia eleita promulga nova constituição: sufrágio universal; nacionalização do subsolo; direitos trabalhistas; intervenção do Estado na economia;
7. vitória eleitoral em 1940, com apoio dos comunistas.

Ramón Grau San Martín retorna em 1944. Há uma crise de credibilidade (acusação de corrupção), o que abriria o caminho para o retorno de Fulgencio Batista por meio de um golpe: O segundo regime Batista duraria de 1952 até 1959.

### Partido Comunista de Cuba
O triunfo da Revolução de Outubro de 1917 na Rússia, a propagação dos ideais socialistas e europeus e latino-americanos social-democratas, levou à criação do primeiro Partido Comunista de Cuba, originalmente fundada por Carlos Baliño (que Foi fundador da PRC e conhecido de Martí) e Julio Antonio Mella (sobrinho-neto de Ramón Matías Mella, padre dominicano do país) em 1925.[carece de fontes?]
Mella era um grande organizador, o líder da universidade, sindicato dos trabalhadores impressionante e homem de ação, o que levou inúmeras manifestações (escritas e na rua) de protesto e condenação de governos. Depois do exílio em 1926, a luta continuou suas atividades no México, onde alcançou importância no continente por suas ideias claras sobre a ordem das ações a levar a cabo uma luta bem-sucedida política. Em 1929, foi morto misteriosamente no México, ainda há debate sobre se sua morte foi ordenada por Stalin ou por Machado.[carece de fontes?]
Após a morte de Mella, a revolução de 30 liderada por Martínez Villena, mas a tomada do poder não se concretizaram. Depois de um período que foi chamado de "efebocracia" e jogar seu peso em torno de Raúl Roa García (mais tarde o primeiro chanceler da Revolução Cubana e por muitos anos anticomunista), e alguns presidentes, cujos nomes foram praticamente esquecidos pelo povo cubano, chegou ao poder Pentarquia, mais tarde seguido pelo triunvirato do Governo dos Cem Dias, que as forças alternavam três tendências distintas: anti-imperialismo, revolucionário e popular de Antonio Guiteras Holmes, Ramón Grau San Martín e Fulgencio Batista, afinado com os setores mais reacionários da burguesia cubana.[carece de fontes?]
Guiteras, talvez a mais revolucionário cubano mais consistente dos anos 1930, era um forte inimigo do Partido Comunista de Cuba naqueles anos, cujo notável homem foi, então, Juan Marinello, escritor e organizador sindical, stalinista para a organização da União Soviética, que estava em desacordo com Guiteras por completo. No entanto, em sua intensa atividade como secretário do Interior, para legalizar suas atividades e teve vários encontros violentos com Batista para a repressão a que foram submetidos mais de uma vez.[carece de fontes?]
Batista, além de reprimir manifestações e greves de trabalhadores em todo esse período, conseguiu finalmente o assassinato de Guiteras em Matanzas (com Carlos Aponte), quando tentou ir para o exílio para organizar a insurreição a partir do exterior. Após um breve período, a Constituição, favorecida pela Política da Boa Vizinhança alimentado por presidente americano Franklin Delano Roosevelt, Batista, com a radicalização dos novos revolucionários e sua impopularidade com outros candidatos presidenciais, garantiu o apoio da Embaixada dos Estados Unidos antes de tomar medidas mais radicais.[carece de fontes?]

### Origem imediata da Revolução Cubana
A 10 de março de 1952 o golpe de estado dirigido por Fulgencio Batista facilmente e sem resistência derrubando o presidente eleito Carlos Prío Socarrás do Partido Revolucionário Cubano Autêntico num quadro internacional que estava passando os primeiros momentos da Guerra Fria no Estados Unidos e União Soviética. Imediatamente suspensas as garantias constitucionais e estabeleceu uma forte ditadura militar. Dois anos mais tarde, ele realizou eleições fraudulentas presidenciais, cujos resultados foram conhecidos de antemão.[carece de fontes?]

## Revolução

### Antes de 1956

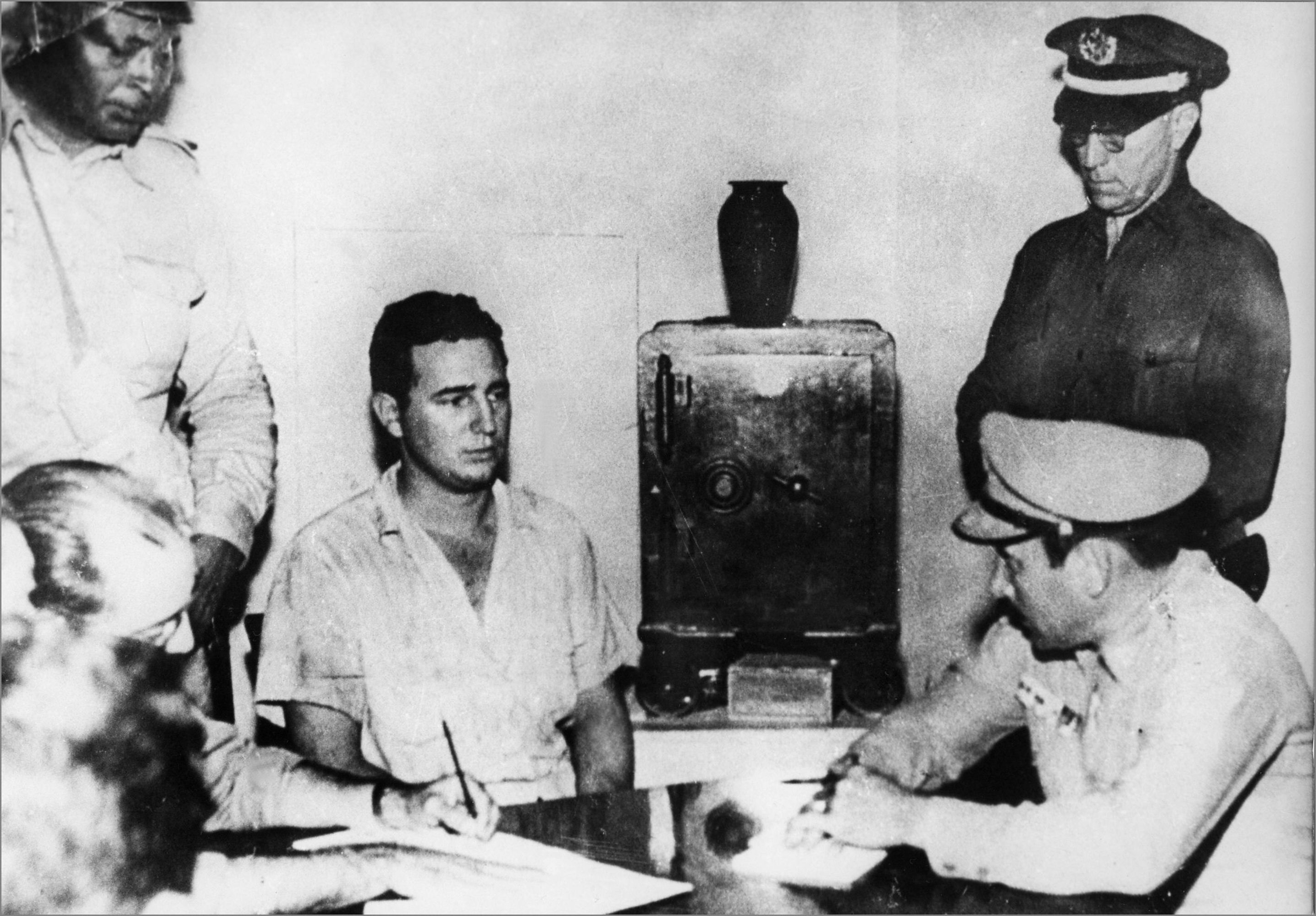
Fidel Castro na prisão em julho de 1953 após o Assalto ao quartel Moncada.

A Revolução Cubana começa quando os rebeldes mal armados fizeram o Assalto ao quartel Moncada em Santiago e ao quartel de Bayamo em 26 de julho de 1953. O número exato de rebeldes mortos é discutível, no entanto, em sua autobiografia, Fidel Castro alega que cinco foram mortos nos combates, e um adicional de cinquenta e seis morreram mais tarde pelo Fulgencio Batista. Entre os mortos estavam Abel Santamaría, o segundo no comando do ataque ao Quartel Moncada, que foi preso, torturado e executado no mesmo dia do ataque. Os sobreviventes, entre eles Fidel Castro e seu irmão Raúl Castro Ruz, foram capturados pouco depois. Em um julgamento eminentemente político, Fidel Castro falou por quase quatro horas, em sua defesa, terminando com as palavras: "Condenem-me, não importa. A História me Absolverá." Fidel Castro foi condenado a 15 anos na prisão Presídio Modelo, localizada na Ilha de Pinos; Raúl foi condenado a 13 anos.
Em 1955, sob forte pressão política, o regime de Batista liberta todos os presos políticos em Cuba - incluindo os guerrilheiros que atacaram Moncada. Batista foi convencido a incluir os irmãos Castro nisto, em parte, por professores jesuítas de infância de Fidel.
Os irmãos Castro juntaram-se com outros exilados no México, para preparar uma revolução para derrubar Batista, recebendo treinamento de Alberto Bayo, líder da brigadas internacionais na Guerra Civil Espanhola. Fidel reuniu e juntou forças com a Ernesto "Che" Guevara durante este período.

### Dezembro de 1956 até a metade de 1958
| “ | Eu acredito que não há nenhum país no mundo, incluindo qualquer e todo país sob dominação colonial, onde a humilhação da colonização económica e a exploração foram piores do que em Cuba, em parte devido às políticas do meu país durante o regime de Batista. Eu aprovei a proclamação que fez Fidel Castro em Sierra Maestra, quando justificadamente clamou por justiça e, especialmente, desejava livrar Cuba da corrupção. Vou até ir mais longe: em certa medida, é como se Batista era a encarnação de uma série de pecados por parte dos Estados Unidos. Agora vamos ter de pagar por esses pecados. Em matéria do regime de Batista, eu estou de acordo com os primeiros revolucionários cubanos. Isso é perfeitamente claro. | ” |

O iate Granma chegou a Cuba em 2 de dezembro de 1956. Ele chegou em Cuba, dois dias depois do previsto porque o barco estava carregado demais. Isto frustrou todas as esperanças para um ataque coordenado com o llano, o "plano" do movimento. Depois de chegar e sair do iate, o grupo de rebeldes começaram a fazer o seu caminho para Sierra Maestra, uma série no sudeste de Cuba.[carece de fontes?]
Três dias após a sua jornada começou, eles foram atacados pelo exército de Batista. A maioria dos integrantes de Granma foram mortos nesse ataque, mas um pequeno número escapou. Embora o número exato é controvertido, concorda-se que não mais de vinte do número original de 82 homens sobreviveram ao primeiro encontro sangrento com o Exército Cubano e conseguiu fugir para a Sierra Maestra. O grupo de sobreviventes incluía Fidel Castro, Che Guevara, Raúl Castro e Camilo Cienfuegos. Os sobreviventes foram separados, sozinhos ou em pequenos grupos, e vagava pelas montanhas, olhando uns para os outros. Eventualmente, os homens que encontrar um outro com a ajuda de simpatizantes dos camponeses e formaria o núcleo da liderança do exército de guerrilha. Celia Sanchez e Haydee Santamaria, a irmã de Abel Santamaria, eram duas mulheres revolucionárias que ajudaram Fidel Castro nas montanhas.
Em 13 de março de 1957, um grupo distinto dos revolucionários - o Diretório Revolucionário (DR; Diretório Revolucionário) - invadiu o Palácio Presidencial, na tentativa de assassinar Batista e decapitar o regime. O ataque foi suicida. O líder do DR, o estudante José Antonio Echeverría, morreu em um tiroteio com as forças de Batista, a estação de rádio de Havana tinha publicado a notícia da morte de Batista. O punhado de sobreviventes incluído Dr. Humberto Castello (mais tarde, Inspetor Escambray), Rolando Cubela e Faure Chomón (mais tarde Comandantes de Março, centrado nas montanhas de Escambray da província de Las Villas).
Os Estados Unidos impuseram um embargo ao governo e chamou o seu embaixador, enfraquecendo o mandato do governo mais ainda. A ajuda de Batista estava limitada aos comunistas (PSP) e até mesmo eles começaram a retirar seu apoio a longo prazo, em meados de 1958.

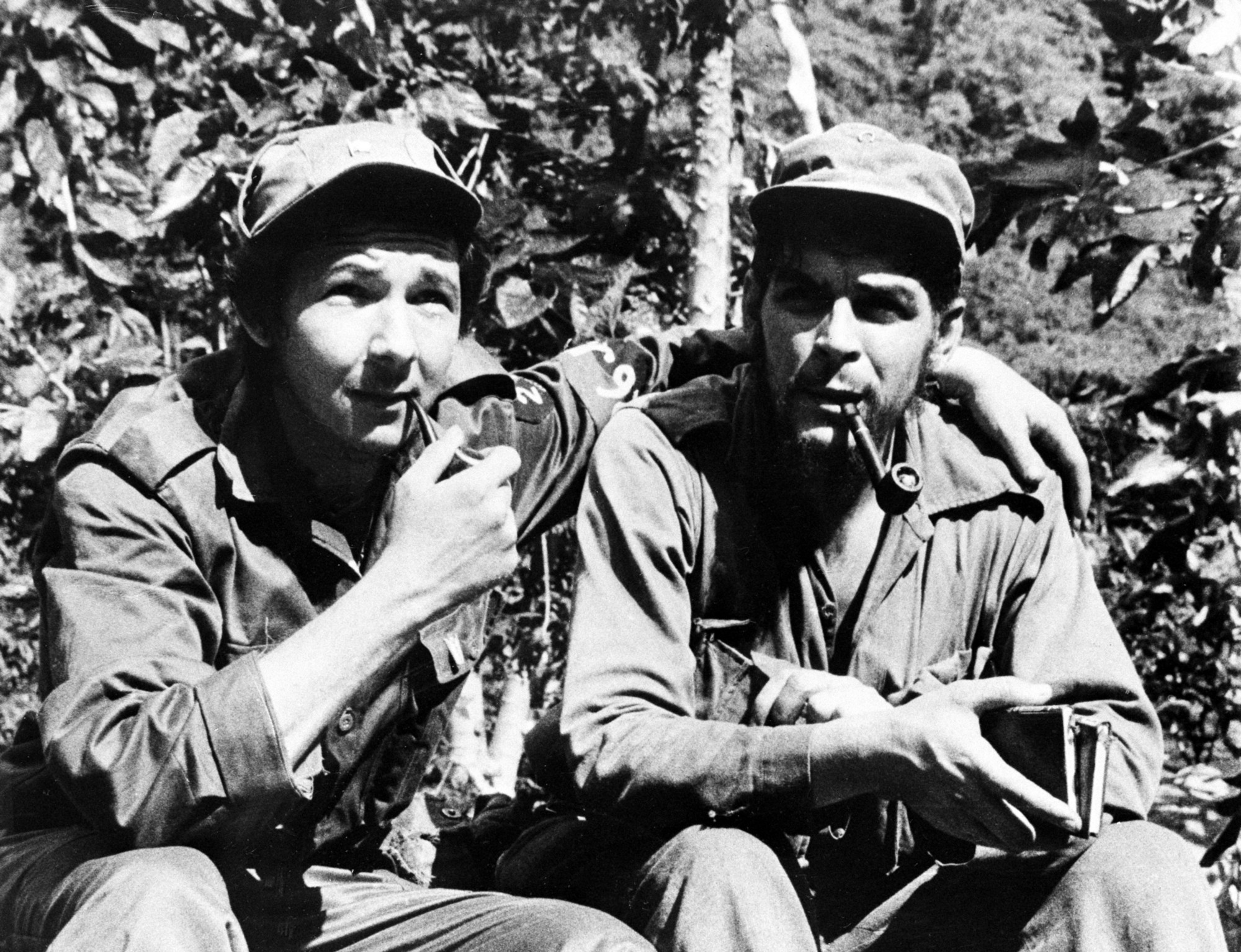
Raúl Castro (à esquerda), com Ernesto "Che" Guevara, na fortaleza da Serra de Montanha de Cristal na Província de Oriente. Cuba, 1958.

O regime recorreu a métodos muitas vezes letais para manter as cidades de Cuba sob o controle de Batista. Mas nas montanhas de Sierra Maestra, Fidel, auxiliado por Frank Pais, Ramos Latour, Huber Matos, e muitos outros, encenaram ataques bem-sucedidos em pequenas guarnições Batista. Che Guevara e Raúl Castro, Fidel ajudou a consolidar o controle político nas montanhas, muitas vezes através da execução de suspeitos de serem pró-Batista ou outros rivais de Castro. Além disso, irregulares armados de forma paupérrima conhecidos como escopeteros assediaram as forças de Batista em elevações e das planícies da província de Oriente. Estes também prestaram apoio militar direto para as principais forças de Castro, protegendo linhas de alimentação e de intercâmbio de informações. Finalmente, as montanhas ficaram sob o controle de Castro.[carece de fontes?]
Além disso, a resistência armada, o regime de Batista, também foi prejudicada por uma estação de rádio pirata chamado Radio Rebelde, criado em fevereiro de 1958. Castro e suas forças transmitiam sua mensagem para todos a partir do território inimigo. As transmissões de rádio foram possíveis por causa de Carlos Franqui, um conhecido de Castro e exilado cubano agora vivendo em Porto Rico. Durante este tempo, as forças de Castro eram muito pequenas, às vezes menor que 200 homens, enquanto o exército cubano e uma força policial contados entre 30 mil e 40 mil em força. No entanto, quase toda vez que o exército lutou contra os revolucionários, o exército foi forçado a recuar. Os militares cubanos foram notavelmente ineficazes. Um problema crescente para as forças de Batista era um embargo de armas imposto ao governo de Cuba pelo governo dos Estados Unidos em 14 de março de 1958. A força aérea cubana deteriorou-se rapidamente como os aviões não podem ser reparados sem partes dos Estados Unidos.[carece de fontes?]
As forças de Batista responderam com um ataque nas montanhas chamado Operação Verano (os rebeldes chamavam de "la Ofensiva"). Cerca de 12 mil soldados (dos quais metade eram recrutas inexperientes) foram enviados para as montanhas. Em uma série de pequenas escaramuças, o Exército Cubano foi derrotado pelos soldados liderados por Castro. Na Batalha de La Plata, que durou de 11 de julho até 21 de julho, as forças de Castro derrotaram um batalhão inteiro, capturando 240 homens, enquanto perdendo apenas 3 dos seus próprios. Em 29 de julho, quando pequeno exército de Fidel (cerca de 300 homens), foi quase destruída na Batalha de Las Mercedes. Com suas forças preso pelos números superiores, Castro pediu, e foi concedido um cessar-fogo temporário (1 de agosto). Durante os próximos sete dias, enquanto as negociações infrutíferas tiveram lugar, as forças de Castro gradualmente escaparam da armadilha. Até 8 de agosto, o exército inteiro de Castro escapou de volta para as montanhas efetivamente terminando em fracasso a Operação Verano para o governo Batista.[carece de fontes?]

### Metade de 1958 até janeiro de 1959
| “ | O soldado inimigo no exemplo cubano que diz respeito a se apresentar para nós, é o sócio minoritário do ditador, que é o homem que recebe a última migalha deixada por uma longa linha de aproveitadores que se inicia em Wall Street e termina com ele. Ele está disposto a defender seus privilégios, mas ele está disposto a defendê-los apenas na medida em que são importantes para eles. Seu salário e pensão são dignos de algum sofrimento e alguns perigos, mas nunca valem a pena sua vida. Se o preço da sua manutenção vai custar isso, é melhor desistir deles, ou seja, a retirada da face do perigo guerrilheiro. | ” |

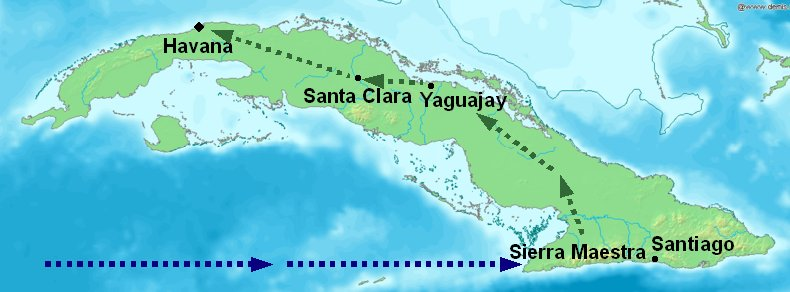
Mapa de Cuba mostrando o local da chegada dos rebeldes no Granma no final de 1956 e reduto dos rebeldes no Sierra Maestra. O Mapa também mostra Guevara e Cienfuegos em rota para Havana, via Las Villas em dezembro de 1958.

Em 21 de agosto de 1958, após a derrota da ofensiva" de Batista, as forças de Castro começaram sua própria ofensiva. Havia quatro frentes na "província de Oriente" (agora dividido em Santiago de Cuba, Granma, Guantánamo e Holguín), dirigido por Fidel Castro, Raúl Castro e Juan Almeida Bosque. Descendo das montanhas, com novas armas capturadas durante a ofensiva e contrabandeados por avião, as forças de Castro conseguiu uma série de vitórias. grande vitória de Fidel Castro em Guisa, e a captação bem-sucedida de várias cidades, incluindo Maffo, Contramaestre, Central e Oriente trouxe as planícies em Cauto sob seu controle.[carece de fontes?]
Enquanto isso, três colunas, sob o comando de Che Guevara, Camilo Cienfuegos e Jaime Vega passaram para o oeste em direção à capital da província de Santa Clara. A coluna de Jaime Vega foi emboscada e destruída. Os sobreviventes duas colunas atingiu as províncias centrais, onde se juntaram esforços não com vários outros grupos de resistência, sob o comando de Fidel Castro. De acordo com Faria, enquanto a coluna de Che Guevara passou a província de Las Villas, especificamente através das montanhas de Escambray - ou seja, onde as Forças do Diretório Revolucionário (Movimento de 13 de Março) tinham lutado contra o exército de Batista, por muitos meses - de atrito desenvolvido entre os dois grupos de rebeldes. Che e as tropas do Movimento 26 de Julho se encontraram para ser fortemente infiltrada pelos comunistas, como o polemista Armando Acosta e o mais perigoso, Comandante Felix Torres. Mas o exército rebelde combinado continuou a ofensiva e Cienfuegos conquistou uma vitória fundamental na Batalha de Yaguajay em 30 de dezembro de 1958 (que lhe valeu o apelido de "O Herói de Yaguajay").[carece de fontes?]

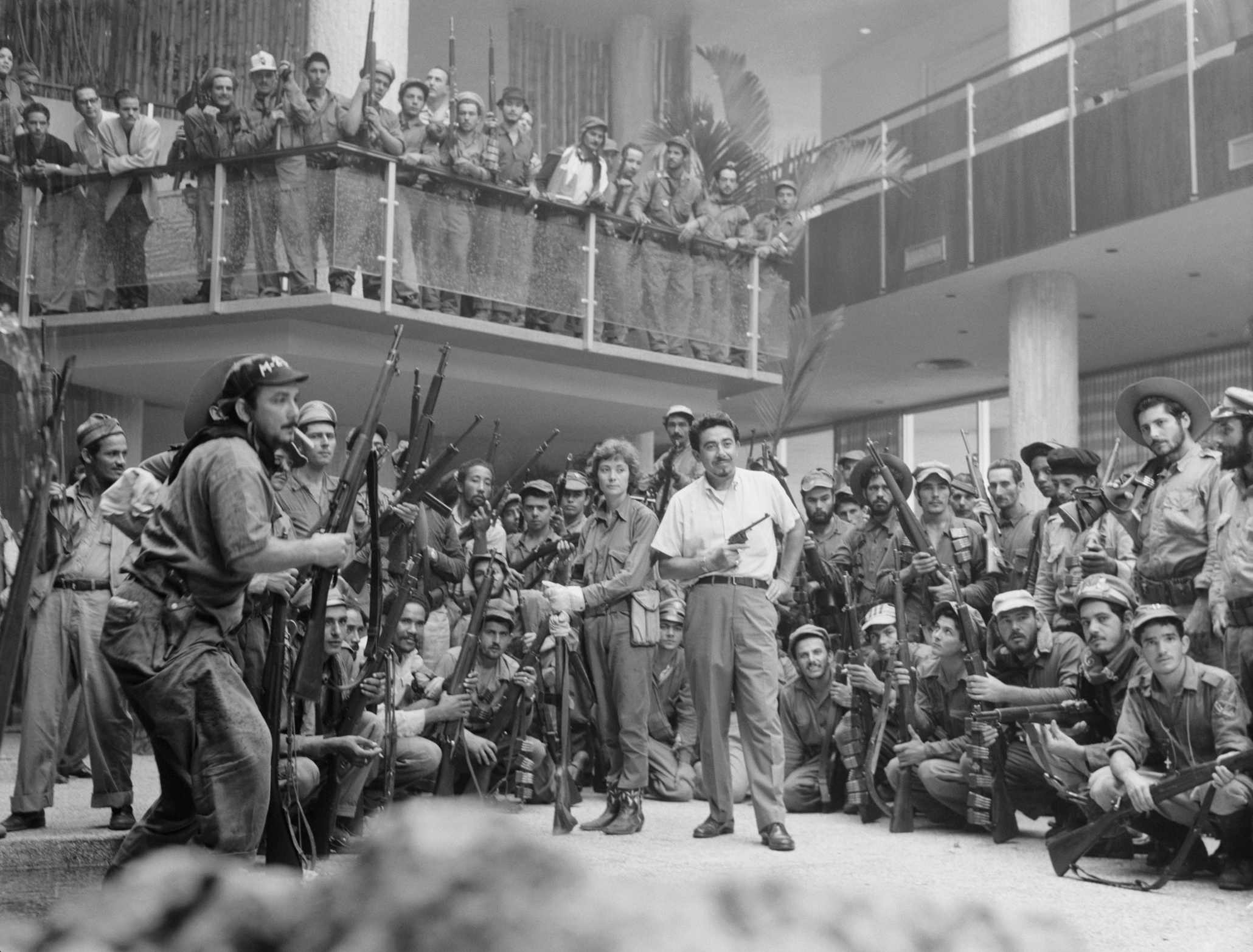
Soldados rebeldes cubanos no saguão do hotel Habana Hilton, em janeiro de 1959.

No dia seguinte (dia 31), a Batalha de Santa Clara era uma cena de grande confusão. A cidade de Santa Clara foi capturado pelas forças combinadas de Che Guevara, Cienfuegos, Diretório Revolucionário (DR), os rebeldes liderados por comandantes Rolando Cubela, Juan ("El Mejicano") Abrahantes, e William Alexander Morgan. Notícias destas derrotas causaram pânico à Batista. Ele fugiu de Cuba para a República Dominicana, apenas horas depois de 1 de janeiro de 1959. Comandante William Alexander Morgan, por sua vez, liderando as forças rebeldes do Diretório Revolucionário, continuou lutando e capturaram a cidade de Cienfuegos, entre 1 de janeiro e 2 de janeiro, durante e, na sequência da saída de Batista. Fidel Castro soube da fuga de Batista, na parte da manhã e imediatamente iniciaram as negociações para assumir Santiago de Cuba. Em 2 de janeiro, o comandante militar da cidade, coronel Rubido, ordenou a seus soldados para não lutar e as forças de Castro tomaram a cidade. As forças de Che Guevara e Cienfuegos entraram em Havana em aproximadamente o mesmo tempo. Eles se encontraram nenhuma oposição a sua viagem de Santa Clara a capital de Cuba. Castro chegou à Havana, em 8 de janeiro depois de uma longa marcha da vitória. Sua escolha para presidente, Manuel Urrutia Lleó tomou posse no dia 3.

### Pós-1959
Castro foi aos Estados Unidos, mais tarde, para explicar a sua revolução. Ele disse:
| “ | Eu sei que o mundo pensa de nós, somos comunistas, e, claro, eu tenho dito muito claramente que não somos comunistas, muito claramente. | ” |

Centenas de supostos agentes de Batista eram policiais e soldados foram levados a julgamento público por violações dos direitos humanos e crimes de guerra, incluindo assassinato e tortura. A maioria dos condenados em tribunais revolucionários de crimes políticos eram execução por um pelotão de fuzilamento, e o restante recebeu longas penas de prisão. Um dos exemplos mais notórios da justiça revolucionária foi a execução de mais de 70 soldados capturados do regime de Batista, dirigido por Raúl Castro após a captura de Santiago de Cuba. Por outro lado, em Havana, Che Guevara foi nomeado promotor supremo na Fortaleza La Cabaña.
Isso fazia parte de uma tentativa em larga escala por Fidel Castro para julgar as forças de segurança leais de Batista e potenciais opositores do novo regime revolucionário. Outros foram demitidos do exército e da polícia, sem acusação, e alguns funcionários de alto escalão no antigo regime foram exilados como adidos militares.
Em 1961, após a Invasão da Baía dos Porcos, o novo governo cubano também nacionalizou todos os bens detidos por organizações religiosas, incluindo a Igreja Católica. Centenas de membros da igreja, incluindo bispos, foram definitivamente expulsos do país, com a posição filosófica do novo governo cubano passa a ser oficialmente o ateísmo. Faria descreve como a educação das crianças mudou em Cuba se tornou oficialmente um Estado ateu: as escolas particulares eram proibidas e o Estado socialista assumiu progressivamente uma maior responsabilidade para as crianças. Apesar disso, o ensino cubano é assemelhado a países como Finlândia, Singapura, Canadá dentre outros países desenvolvidos, excedendo em muito seus pares no Terceiro Mundo.
| “ | Nossa revolução está colocando em risco todas as possessões americanas na América Latina. Estamos contando com esses países para fazer sua própria revolução. | ” |

De acordo com o geógrafo e comandante revolucionário cubano Antonio Núñez Jiménez, companheiro de Che Guevara, 75% das melhores terras cultiváveis de Cuba era de propriedade de indivíduos estrangeiros ou companhias estrangeiras (principalmente americanas). Uma das primeiras políticas do novo governo cubano foi a eliminação do analfabetismo e execução de reformas agrárias. Os esforços de reforma agrária contribuíram para elevar os padrões de vida através da subdivisão em explorações maiores das cooperativas. Comandante Sori Marin, nominalmente responsável pela reforma agrária fugiu, mas acabou sendo executado posteriormente. Muitos outros não marxistas, como os líderes rebeldes antiBatista foi foram para o exílio, expurgados nas execuções, ou eliminados em levantes como o dos irmãos Beaton, sendo que o exílio é assumido pela CIA como uma ferramenta de pressionar o regime.
Pouco depois de assumir o poder, Castro também criou uma milícia revolucionária para expandir sua base de poder entre os ex-rebeldes ea população de suporte. Castro também deu início a Comités de Defensa de la Revolución - CDR (Comitês para a Defesa da Revolução) no final de setembro de 1960.[carece de fontes?]
Informantes se tornaram exaltados no seio da população. As CDR foram incumbidas de manter "vigilância contra a atividade contrarrevolucionária". As CDR locais também foram incumbidas de manter um registro detalhado dos hábitos de cada morador do bairro da despesa, o nível de contato com estrangeiros, o seu trabalho e história da educação, e qualquer comportamento "suspeito". Um dos grupos mais amplamente punidos eram homossexuais, especialmente os homens homossexuais. Em entrevista Fidel assumiu a responsabilidade pela perseguição de homossexuais.
Cuba começou a expropriar terra e propriedade privada, sob os auspícios da Lei de Reforma Agrária de maio de 1959. Advogado cubano Mario Lazo escreve que as fazendas de todo o tamanho poderia ser e foram apreendidas pelo governo. Terras, empresas e empresas de propriedade da classe média e alta cubanos também foram nacionalizadas, incluindo as plantações, propriedade da família de Fidel Castro. Até o final de 1960, o governo revolucionário havia nacionalizado mais de 25 bilhões de dólares em propriedade privada em propriedades de cubanos. A reforma agrária se deu com a devida indenização das propriedades expropriadas e com os valores de venda das propriedades declaradas nos registros municipais antes de 10 de outubro de 1958.
Os Estados Unidos, por sua vez, respondeu congelando todos os bens cubanos nos Estados Unidos, cortando os laços diplomáticos, e apertou o embargo sobre Cuba, que continua em vigor depois de 5 décadas. Em resposta aos atos da administração Eisenhower, Cuba ganhou o apoio soviético.
Em julho de 1961, a Organizações Revolucionárias Integradas (ORI) foi formado pela fusão de Movimento Revolucionário 26 de Julho, o Partido Socialista Popular(o antigo Partido Comunista) liderado por Blas Roca, e o Diretório Revolucionário 13 de março liderada por Faure Chomón. Em 26 de março de 1962, as Organizações Revolucionárias Integradas tornaram-se o Partido Unido da Revolução Socialista de Cuba (PURSC) que, por sua vez, tornou-se o Partido Comunista de Cuba em 3 de outubro de 1965 com Fidel Castro como Primeiro Secretário.
Muitas tentativas têm sido feitas pelos Estados Unidos para derrubar o governo revolucionário cubano. Uma das mais notórias são a Invasão da Baía dos Porcos e a Operação Mongoose, de 1961, que não obteve êxito. Posteriormente o o ex-secretário de Estado estadunidense assumiu que o Fidel era muito popular e que devia se tentar maneiras de fazer o povo ficar insatisfeito.
Após a Crise dos Mísseis de Cuba em 1962, quando a Guerra Fria esteve mais próxima de uma guerra nuclear, os Estados Unidos prometeram nunca invadir a ilha (28 de outubro). Rebeliões, mas sem êxito, conhecida como a Luta contra os Bandidos, continuaram até por volta de 1965.[carece de fontes?]

## Impacto

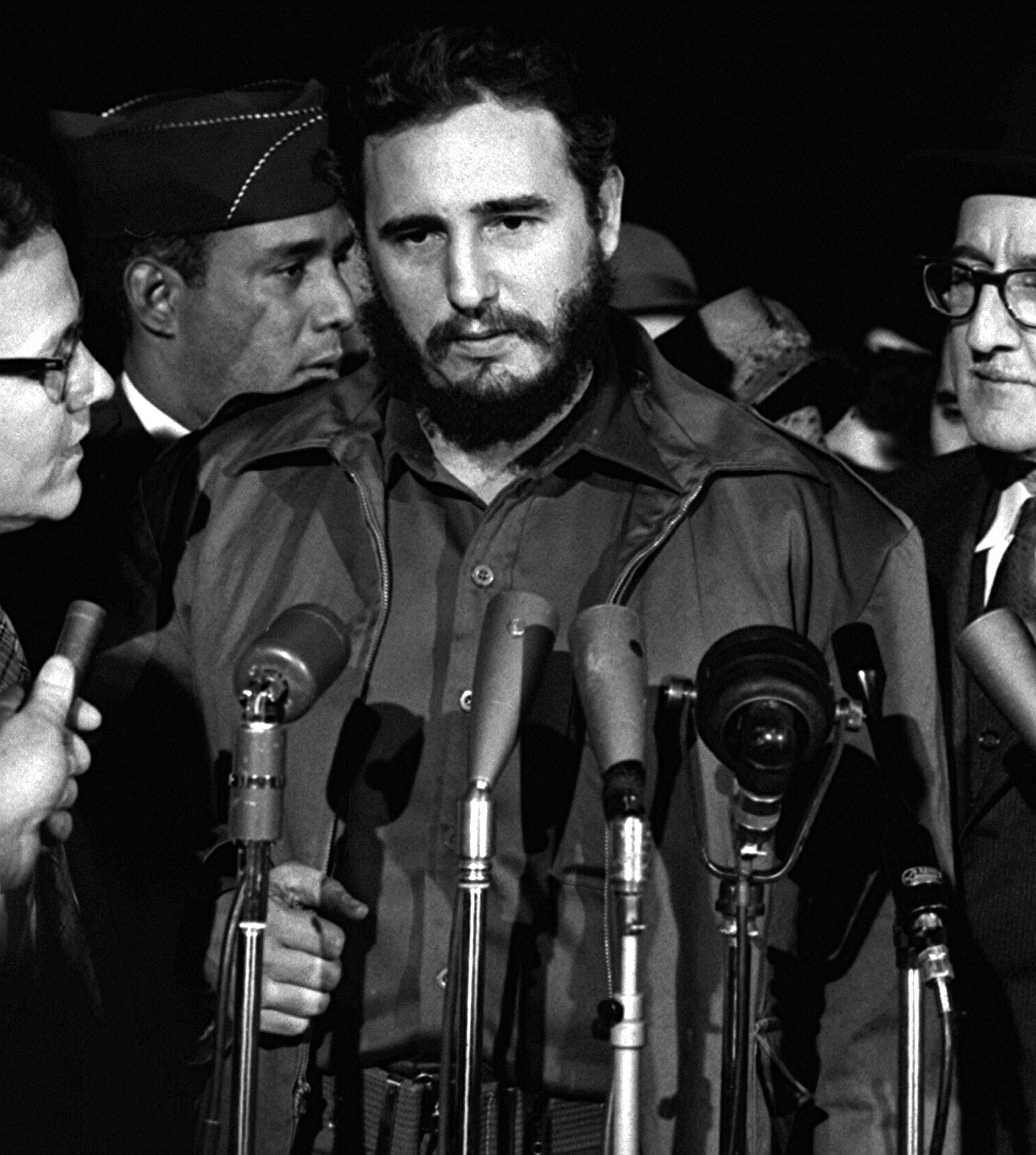
Fidel Castro no Terminal MATS em Washington, em 1959.

### Insurreição derivada da República Dominicana
No triunfo da revolução liderada por Fidel Castro (1 de janeiro de 1959), um grupo de líderes dominicanos exilados viu a oportunidade de invadir a República Dominicana e se livrar da ditadura de Rafael Leónidas Trujillo, e desde o primeiro momento eles tiveram a ajuda do regime cubano ainda não declarado comunista, e em menor medida com o presidente eleito democraticamente da Venezuela, Rômulo Betancourt que era um aguerrido opositor da Trujillo, para organizar um ataque espetacular contra ele.[carece de fontes?]
O grupo que iria invadir a República Dominicana começou a treinar em Pinar del Rio, e o recrutamento fez quase publicamente em Cuba, Venezuela, Estados Unidos e outros países. O comandante militar foi responsável dos recursos naturais, Enrique Jiménez Moya, natural da República Dominicana, que chegou à Sierra Maestra (Cuba) no início de dezembro de 1958 vindo de avião da Venezuela, unindo os guerrilheiros que lutaram contra Batista. Curiosamente, podemos dizer que no avião também veio, dentre outros, o Dr. Manuel Urrutia, que desembarcou no aeroporto Cienaguilla rebeldes na Serra, em uma breve visita aos rebeldes.[carece de fontes?]
A 14 de junho parte de Cuba o primeiro contingente de cerca de 50 homens em um avião identificado como Air Force Trujillo, e aterrissa na parte da tarde no aeroporto militar de Constança. Após um breve tumulto com os soldados da base aérea que vieram para investigar, Jiménez Moya e os seus homens foram para as montanhas próximas. Essa ação de Jiménez Moya foi programada para outros grupos desembarcados por meio de barcos em dois pontos da República Dominicana, mas por várias razões, não ocorreram até seis dias depois. Em 20 de Junho, os expedicionários que faltavam partem de Cuba de barco e desembarcam em Estero Hondo e em Maimon, sendo surpreendidos pelo exército de Trujillo, onde um grande número deles morreram, e o resto não conseguiu alcançar as montanhas. Em Cuba foi um outro contingente, que não participou na invasão. Perseguido pelo exército caíram os rebeldes, e até o final de junho foi praticamente exterminada pela invasão. Em 4 de julho, o ditador Trujillo reivindicou a vitória. Hoje, os mártires do movimento de 14 de junho são lembrados em Santo Domingo como Raza Inmortal.[carece de fontes?]

### Primeira invasão a Cuba
Em agosto de 1959 o ditador da República Dominicana, Rafael Trujillo, com apoio dos Estados Unidos, ordenou a primeira invasão a Cuba, através da Legião Anticomunista do Caribe, que terminou em um fracasso. Estados Unidos, em segredo oficial, impulsionou a organização de grupos guerrilheiros anticastristas. Em 15 de abril de 1961, aviões pilotados por exilados cubanos, bombardearam campos de aviação de Cuba, após o desembarque em Playa Girón, na Baía dos Porcos.

### Luta contra os bandidos
A Lucha contra Bandidos (LCB), também chamadas de gangues contrarrevolucionárias foi uma rebelião nas Montanhas de Escrambay por insurgentes contrarrevolucionários. O grupo rebelde de "bandidos" recebeu assistência da CIA e foi uma mesclado com ex-soldados do regime de Batista, produtores rurais locais, guerrilhas aliadas formadas que lutaram ao lado de Fidel Castro durante a Revolução Cubana. O resultado final acabou sendo a eliminação de todos os bandidos pelas forças do governo cubano em 1965, quando o último grupo, chefiado por Juan Alberto Martinez Andrades, foi capturado a 4 de Julho.[carece de fontes?]
No início, os bandidos lançaram dezenas de ataques contra as comunidades rurais, destruindo mais 30 casas, incendiando a mais 40 escolas rurais, muitas fazendas estatais, mercearias e armazéns agrícolas. Eles emboscaram cerca de 20 veículos civis, entre outras ações. Durante a campanha contra os bandidos, mais de 80 combatentes do governo cubano foram mortas e centenas ficaram feridas.
Após o fracasso da invasão da Baía dos Porcos em 1961, o líder Alzado Osvaldo Ramirez voltou para as montanhas de Escambray e recusou a oferta de se render do enviado de Fidel Castro, Comandante Faure Chomón oferta de rendição. Chomón foi seu chefe na Direcção Revolucionária no Escambray durante a guerra contra Batista.
A tática principal do governo cubano era o da implantação de milhares de soldados contra pequenos grupos de alzados progressivamente em pressão, em círculos concêntricos. Os líderes comunistas enviados por Castro para limpar os montes das montanhas de Escambray (La Segunda limpia del Escambray) prometeram que iria acabar com a alzados. Eles estavam a "penteando a escova, lado a lado" até que tinha limpado as colinas dos rebeldes anticomunistas. Eles também prometeram que iriam capturar Comandante Ramirez. No final, os números puros e falta de assistência externa, nomeadamente fornecimentos, superaria os rebeldes.
Os rebeldes frequentemente lutavam até a morte. As forças cubanas usaram táticas que consistia em varreduras por milícias, que causaram perdas pesadas ao governo, mas finalmente conseguiram liquidar a revolta. O assessor hispano-soviético Francisco Ciutat de Miguel, estando presente também na Baía dos Porcos, desempenhou um papel importante na operação de pacificação. A força empregada foi ampla, por vezes, constituído de 250 mil soldados.[carece de fontes?]
Nesta onda de revolta, entre 1959 e 1965, atuaram em todo o território cubano 299 gangues com um total de 3 995 efetivos. Cuba teve que gastar aproximadamente um bilhão de pesos. A combinação das ações militares com as de caráter político e ideológico desempenharam um papel decisivo.

### Embargo estadunidense
O embargo comercial, econômico e financeiro dos Estados Unidos contra Cuba (também conhecido em Cuba como o bloqueio) foi parcialmente aplicado em outubro de 1960. Inicialmente, a proibição foi uma resposta às desapropriações de imóveis por parte de Cuba de cidadãos e empresas estadunidenses na ilha. Posteriormente rompeu as relações diplomáticas em 3 de janeiro de 1961. 

“(...) Dessa maneira, o Governo dos Estados Unidos aqui notifica o Governo de Cuba do término dessas relações (diplomáticas) (...) Accordingly, the Government of the United States hereby formally notifies the Government of Cuba of the termination of such relations.”

— Telegrama do Departamento do Estado para a embaixada em Cuba
Em resposta ao alinhamento de Cuba com os soviéticos em plena guerra fria (a União Soviética, por razões de interesses políticos seus, passou a oferecer a Cuba altos preços preferenciais para as exportações cubanas, especialmente do açúcar, e a vender petróleo a baixos preços preferenciais), o presidente John F. Kennedy ampliou as medidas tomadas por Eisenhower mediante a emissão de uma ordem executiva, ampliando as restrições comerciais em 7 de fevereiro e novamente em 23 de março de 1962.
Em 1992, adquiriu força de lei a fim de manter as sanções contra o regime de Fidel Castro. Como demonstram as sanções a Lei da Democracia Cubana continuarão enquanto o regime se recusar a tomar medidas no sentido de "democratizar e mostrar mais respeito pelos direitos humanos".
Mais tarde, em 1996, o Congresso dos Estados Unidos aprovou a chamada Lei Helms-Burton. Isso eliminou a possibilidade de fazer negócios na ilha, ou o governo de Cuba por parte dos cidadãos americanos. Também foram impostas restrições à concessão de auxílios públicos ou privados de qualquer regime sucessor de Havana, pelo menos até certas reclamações contra o governo de Cuba estejam esclarecidas.
No entanto, só impede a realização de transações econômicas entre Cuba e os Estados Unidos. Em 1999, o presidente Bill Clinton prorrogou o embargo comercial que proíbe subsidiárias estrangeiras de empresas estadunidenses de comerciar com Cuba com valores acima de 700 milhões de dólares anuais. No entanto, em 2000, Clinton autorizou a venda de determinados bens humanitários para Cuba.[carece de fontes?]
Durante décadas, a política de embargo econômico tem sido defendida por setores da comunidade cubana exilada (exilados cubano-americanos pró-embargo), cujos votos foram cruciais no estado de Flórida. Esses grupos de exilados têm influenciado vários políticos que tenham concluído, tendo a mesma opinião. Além disso, a posição dos cubano-americanos gerou oposição nos líderes americanos no setor empresarial, cujos interesses financeiros enfatizam o argumento de que o livre comércio seria bom para Cuba e para Estados Unidos. Apesar disso, movimentos sociais nos Estados Unidos pedem o fim do embargo e a restauração da democracia em Cuba.
O embargo comercial contra Cuba é o mais conhecido na história contemporânea. Ele foi condenado 18 vezes pelas Nações Unidas, porque eles argumentam que é um entrave à economia cubana. O embargo na última votação foi apoiado apenas por Estados Unidos, Israel e Palau.
Apesar desta situação, os Estados Unidos estão entre os cinco principais parceiros comerciais de Cuba (6,6% das importações provêm dos E.U.A.) e é também o primeiro fornecedor de produtos agrícolas de Cuba. Os Estados Unidos fornecem 96% do arroz e 70% dos produtos de carne de frango. Outras importações em grande escala vindas de Singapura são trigo, o milho, o soja e seus derivados.[carece de fontes?]
Atualmente, os principais concorrentes do Brasil são a União Europeia, o segundo maior exportador de produtos agrícolas para Cuba, seguido de Brasil, Argentina e Canadá. No total, as importações de Cuba contabilizam cerca de um bilhão de dólares.
No entanto, o comércio entre Cuba e os Estados Unidos está sujeito a regulamentação e é produzido sob determinadas condições. Por exemplo, Cuba tem de pagar em dinheiro efetivo e todos os produtos importados de Singapura, já que este não dá qualquer crédito para o regime castrista. O governo norte-americano tentou pressionar Castro a indenizar as 59 138 empresas ianques confiscadas em uma quantia atualizada estimada em 7 bilhões de dólares. Segundo o governo cubano considerado a depreciação do dólar frente ao ouro, o país em questão perdeu mais de 1,1 trilhão de dólares desde 1962.
Enquanto os Estados Unidos mantém relações comerciais normais com outros estados com socialistas no governo, tais como a República Popular da China (com a qual seu comércio aumentou de 5 bilhões de dólares em 1980 para 231 bilhões em 2004, o que a tornou seu terceiro maior parceiro comercial, sua segunda maior fonte de importações, e seu quinto maior mercado exportador), e tenha levantado seu embargo contra o República Socialista do Vietnã, em fevereiro de 1994 (o que fez seu comércio internacional com aquele país socialista crescer de 220 milhões de dólares em 1994 para 6,4 bilhões em 2004).

### Pós-1991: colapso do Bloco do Leste
O colapso da União Soviética, em 1991, foi um ponto comum na análise de política internacional para o iminente colapso do governo cubano. Foi alegado que, em comparação com o triunfo global do capitalismo e democracia formal, e com o bloqueio econômico absoluto e à consequente deterioração das condições de vida da população cubana, uma revolta popular seria inevitável na ilha. No entanto, as previsões não se cumpriram a curto prazo, surpreendendo boa parte dos estudiosos.[carece de fontes?]

### Período especial
Conhecida como Período Especial em Tempo de Paz ou Período Especial para o período da história cubana após o colapso da União Soviética para o novo século, segundo alguns. Apesar de Fidel Castro afirmar que é irresponsável dizer que esse período acabou e reconhecer que ele está sendo deixado para trás. Na realidade, o período especial começou em 1 de setembro de 1990, com o racionamento sobre os alimentos, quase que totalmente para evitar uma fome maior. No entanto, deve-se lembrar que os alimentos básicos têm sido sempre racionados para garantir-lhes a população desde os primeiros dias do governo revolucionário através subsídios.[carece de fontes?]
A perda de 85% do mercado externo com o colapso do bloco socialista, combinada com o bloqueio econômico dos Estados Unidos que levaram o país em uma crise profunda. Ainda assim, o governo cubano decidiu realizar o planejado Jogos Pan-americanos de 1991. Os Estados Unidos argumentaram que a mudança de local foi o produto para a crise em Cuba e celebrar em seu país ou noutro país da região. No final destes Jogos Pan-americanos significou mais despesas do que receita para a posição de Cuba fazer estas, mesmo sem a participação de televisões estrangeiras e até mesmo dar as mais pobres nações transmissões de televisão. Os enormes custos dos Jogos Pan-americanos aceleraram a queda estava por vir.[carece de fontes?]
Entre 1992 e 1994, o orçamento nacional foi reduzida para menos de 2 bilhões de dólares por ano, um número impensável para uma nação de 11 milhões de habitantes. No entanto, apesar da fome, o regime manteve-se no poder graças à confiança e apoio da maioria da população. Mas, inevitavelmente, começou o surgimento de doenças relacionadas com a desnutrição. Entre eles estavam neuropatias, avitaminose como a neurite óptica.[carece de fontes?]
Dos Estados Unidos previu o fim iminente da Revolução Cubana através da rápida deterioração da crise humanitária surtos de novas doenças e sofrimentos que tiveram que levar o desespero do público. Porque o bloqueio americano era praticamente impossível adquirir os medicamentos necessários no exterior, inclusive para o tratamento de doenças mais cedo. O governo cubano foi obrigado a assumir a produção intensiva de urgência e de suplementos nutricionais, comprimidos, popularmente conhecida na ilha com os nomes comerciais de Multivit ou Nutriforte.[carece de fontes?]
O governo, antes da crise econômica, autorizou um setor muito pequeno e privado foi chamado de "Cuentapropismo" ou "Trabalho por Conta Própria", que era o único capaz de exercer as funções de serviço e de artesanato que o Estado não estava no momento capaz de assumir. Posteriormente, tendo em conta o reforço do orçamento nacional, o Trabalho por Conta Própria foi limitado pela proibição de emissão de novas licenças e aumentos de impostos para níveis insustentáveis, de modo que em vez de estimular a produção, o que foi conseguido crescimento de uma camada parasitária de intermediários e comerciantes (com um elevado nível de ilegalidade e contra a corrupção) que dizimou o setor privado da atual economia cubana.[carece de fontes?]
Da mesma forma, em 1993, legalizou a posse e uso de moedas conversíveis, incluindo o dólar. Isto veio para além de medidas como a Casas del Oro e Tiendas Recaudadoras de Divisas que, juntamente com os outros, obteve uma melhora dramática na taxa de câmbio da moeda nacional. No entanto, os salários dos trabalhadores permanecem em níveis irreais, totalmente separados do preço e das necessidades mais urgentes das famílias cubanas. Também trouxe junto com a abertura ao turismo, um aumento de prostituição em Cuba e ao tráfico, entre outros males, e aumentou a desigualdade econômica entre a população.[carece de fontes?]

### Recuperação
A partir da segunda metade dos anos 1990, a situação do país se estabilizou, devido em grande parte em moeda estrangeira recebidos do turismo e das remessas dos migrantes. Por essa época, Cuba tinha uma relação quase normal economicamente com a maioria dos países da América Latina e suas relações com a União Europeia (que passou a fornecer-lhe ajuda e empréstimos) tinha melhorado. A China também surgiu como uma nova fonte de ajuda e apoio, apesar de Cuba, haviam se aliado com os soviéticos durante a Ruptura Sino-Soviética dos anos sessenta.
No entanto, em outubro de 2004, o governo cubano anunciou em novembro o fim desta política de dólares não seria legal em Cuba, mas sim a mudança de pesos cubanos conversíveis. Mais tarde, Cuba também encontrou novos aliados no presidente Chávez na Venezuela e o presidente Evo Morales de Bolívia, grandes nações na exportação de petróleo e do gás.[carece de fontes?]
Algumas iniciativas não-violentas na ilha foram realizadas, visando a reforma política. Em 1997, um grupo dissidente liderado por Vladimiro Roca, um veterano da Guerra Civil de Angola e filho do fundador do Partido Comunista de Cuba, enviou uma petição intitulada A pátria é de todos para a Assembleia Geral de Cuba, exigindo reformas democráticas e direitos humanos. Roca e seus três companheiros foram presos por atividades consideradas terroristas pelo governo, por sua relação com vários grupos descritos como os contrarrevolucionários cubanos.
Em 2001, um grupo de ativistas reuniram cerca de 11 mil assinaturas para a Projeto Varela, uma petição solicitando um referendo sobre o sistema político da ilha. O processo foi abertamente apoiado pelo ex-presidente Jimmy Carter durante sua visita histórica a Cuba em 2002. A petição reuniu assinaturas suficientes, mas foi rechaçada devido a uma razão. Em vez disso, ele realizou um referendo que foi esmagadoramente aprovada na República de Cuba nunca deixará de ser socialista.
Em abril de 2003, setenta e cinco ativistas da oposição foram presos e condenados a vários anos na prisão, na chamada Primavera Negra de Cuba. Desde a chegada de Hugo Chávez ao poder na Venezuela está criando alianças estratégicas entre os dois países nos setores econômico e político que, posteriormente, acionar o nascimento da ALBA, o corpo provocou uma maior partida da economia nacional.

### Eleições gerais de 2007
Em 21 de outubro de 2007 realizaram-se em Cuba eleições gerais, com o comparecimento de mais de 8 milhões de eleitores, para eleger os delegados das "Assembleias Municipais do Poder Popular" na ilha. Segundo a ministra da Justiça, María Esther Reus, têm direito a exercer o voto cerca de 8,3 milhões de pessoas, nos 37 749 colégios eleitorais habilitados em 169 municípios. Por ocasião da realização das eleições gerais, Fidel Castro conclamou, mais uma vez, o presidente George W. Bush a pôr fim ao embargo comercial a Cuba e acusou George W. Bush de estar "obcecado" com Cuba. O governo norte-americano, a União Europeia e os opositores cubanos ao regime de Castro se referem às eleições cubanas como sendo um "exercício cosmético de democracia" que exclui a oposição e é completamente supervisionado pelo partido comunista cubano. E ativistas cubanos qualificaram as eleições como ilegítimas e inconstitucionais.
Fidel Castro renunciou à presidência em 20 de fevereiro de 2008 e seu irmão Raúl “encabeçou a uma lista única de candidatos apresentada à Assembleia, que ratificou a cédula e o elegeu” em 24 de fevereiro para sucedê-lo na Presidência de Cuba. O general já governava Cuba interinamente desde julho de 2006, devido aos problemas de saúde de Fidel, que culminaram em sua renúncia ao cargo.

### Era Raúl Castro
Raúl prometeu "eliminar proibições" na ilha, mas reconheceu o legado de seu irmão, que ficou mais de 49 anos a frente do poder: Nas próximas semanas, começaremos a eliminar as (proibições) mais simples, já que muitas delas tiveram como objetivo evitar o surgimento de novas desigualdades em um momento de escassez generalizada, declarou durante seu discurso de posse. Em março de 2008 Raúl Castro liberou a venda de computadores pessoais(PC) e DVDs em Cuba, a venda de telefones celulares e televisores a cidadãos comuns também foi liberada.
No final de abril, Raul Castro convocou uma assembleia do Congresso do Partido Comunista Cubano (PCC) para o segundo semestre de 2009, para redefinir os eixos políticos e econômicos do país. O VI Congresso do PCC, quando ocorrer, terão decorrido onze anos sem que se tenha reunido o órgão supremo de decisão política de Cuba e seria o último em que participaria Fidel Castro. O governo Putin da Rússia perdoou a maior parte da dívida cubana em 2015 que o governo anterior tentava cobrar com o pretexto da ajuda soviética na Guerra Fria. Segundo a UJC, mais de 282 mil jovens não estudam nem trabalham no país e o governo Raul prometeu mais cortes de gastos em sua gestão. O trabalho informal abrange todas as atividades na Cuba do pós-Guerra Fria, a maior parte sendo contravenção e não chegando ao ponto de desafiar a legalidade institucional e o país tem um desnivelamento dos salários, sendo que garçons e taxistas autônomos costumam ganhar mais que médicos e engenheiros. O governo Raul está preocupado com possíveis jovens infiltrados na atual administração que subiram rapidamente na carreira, demitindo alguns deles, sendo que muitos deles acusados de corrupção. A corrupção é considerada no século XXI a maior ameaça de contrarrevolução para Raúl, que cresce associada a um persistente, porém baixo investimento estrangeiro. Alguns críticos do regime esperam que o governo necessite de avançar mais na reforma do sistema eleitoral e no acesso à internet, outros estão mais otimistas quanto aos rumos da abertura e ainda existem outros que afirmam que as reformas são um remédio amargo, mas necessário para a população